# Cyclophora griseata
Cyclophora griseata là một loài bướm đêm trong họ Geometridae.